# Teodor Anioła
Teodor Anioła (Poznań, 4 november 1925 – Strykowo, 10 juli 1993) was een Pools voetballer die als aanvaller speelde. Hij speelde gedurende zijn volledige carrière voor Lech Poznań, waar hij met Edmund Białas en Henryk Czapczyk het "A-B-C-aanvallerstrio" vormde.
Anioła speelde 7 wedstrijden voor het Pools voetbalelftal. Hij maakte zijn debuut op 1 mei 1950 in een wedstrijd tegen Albanië.

## Erelijst
- Topschutter Ekstraklasa in 1949, 1950 en 1951